# PTTG2
PTTG2 (англ. Pituitary tumor-transforming 2) – білок, який кодується однойменним геном, розташованим у людей на 4-й хромосомі. Довжина поліпептидного ланцюга білка становить 202 амінокислот, а молекулярна маса — 22 302.
| 10         |  | 20         |  | 30         |  | 40         |  | 50         |
| ---------- |  | ---------- |  | ---------- |  | ---------- |  | ---------- |
| MATLIYVDKE |  | IGEPGTRVAA |  | KDVLKLESRP |  | SIKALDGISQ |  | VLTRRFGKTY |
| DAPSALPKAT |  | RKALGTVNRA |  | TEKSVKTNGP |  | RKQKQPSFSA |  | KKMTEKTVKT |
| KSSVPASDDA |  | YPEIEKFFPF |  | NLLDFESFDL |  | PEERQIAHLP |  | LSGVPLMILD |
| EEGELEKLFQ |  | LGPPSPVKMP |  | SPPWECNLLQ |  | SPSSILSTLD |  | VELPAVCYDI |
| DI         |  |            |  |            |  |            |  |            |

A: Аланін

C: Цистеїн

D: Аспарагінова кислота

E: Глутамінова кислота

F: Фенілаланін

G: Гліцин

H: Гістидин

I: Ізолейцин

K: Лізин

L: Лейцин

M: Метіонін

N: Аспарагін

P: Пролін

Q: Глутамін

R: Аргінін

S: Серин

T: Треонін

V: Валін

W: Триптофан

Задіяний у такому біологічному процесі, як альтернативний сплайсинг. 
Локалізований у цитоплазмі, ядрі.